# Merbes-le-Château
Merbes-le-Château es una comuna de la región de Valonia, en la provincia de Henao, Bélgica. A 1 de enero de 2019 tenía una población estimada de 4266 habitantes.

## Geografía
Se encuentra ubicada al sur del país, cerca de la frontera con el departamento francés de Norte, y esta bañada por el río Sambre un afluente del río Mosa.

### Secciones del municipio
El municipio comprende los antiguos municipios, que se fusionaron en 1977:
| - Merbes-le-Château - Fontaine-Valmont - Labuissière - Merbes-Sainte-Marie |

## Demografía

### Evolución
Todos los datos históricos relativos al actual municipio, el siguiente gráfico refleja su evolución demográfica, incluyendo municipios después de efectuada la fusión el 1 de enero de 1977.
| Gráfica de evolución demográfica de Merbes-le-Châteeu entre 1846 y 2019 |
|                                                                         |